# Timbédra
Timbédra este un oraș în Mauritania.